# علی‌آباد قیصریه
 علی‌آباد قیصریه، روستایی از توابع بخش قلعه نو  شهرستان ری در استان تهران ایران است.

## جمعیت
این روستا در دهستان قلعه نو قرار دارد و براساس سرشماری مرکز آمار ایران در سال ۱۳۸۵، جمعیت آن ۱۱۰ نفر (۲۳خانوار) بوده‌است.